# Tainotherium valei
Il tainoterio (Tainotherium valei) è un mammifero estinto appartenente ai roditori. Visse tra il Pleistocene superiore e l'Olocene (circa 15.000 – 8.000 anni fa) e i suoi resti subfossili sono stati ritrovati a Porto Rico.

## Classificazione
Tutto ciò che si conosce di questo animale è un femore destro incompleto, che ovviamente non permette di ricostruirne adeguatamente l'aspetto. In ogni caso, dal raffronto con i femori di altri roditori estinti delle Antille, gli studiosi hanno ipotizzato una vicinanza alla famiglia degli eptaxodontidi (Heptaxodontidae), le cosiddette “hutia giganti”, senza però sbilanciarsi nell'attribuzione. 
Il femore fossile rinvenuto a Porto Rico è stato descritto ufficialmente nel 2005, ma era già stato studiato in precedenza (Burness et al., 2001): secondo questi studi, Tainotherium doveva essere un roditore di taglia eccezionale, pesante circa 100 chilogrammi. Curiosamente, la morfologia del femore indicherebbe uno stile di vita arboricolo. 